# Англійський ренесанс
В Англії епоха Відродження почалась пізніше, ніж в інших європейських країнах. Таке запізнення зумовлене декількома причинами, найважливішими серед яких є поразка у Столітній війні, тривалі феодальні міжусобиці, кривава війна Червоної та Білої троянд (1455—1485), яка точилася між двома дворянськими династіями. Усе це призвело до занепаду економіки та культури і значною мірою затримало поступ англійського гуманізму. Війна закінчилася встановленням на англійському троні нової династії — Тюдорів, з якою і пов'язують прогрес у житті країни. Значний вплив на розвиток англійської культури мали італійські митці.
Хронологічні межі епохи Відродження в Англії — XVI та початок XVII століття. Однак ідеї гуманізму проникли в літературу цієї країни значно раніше. Зважаючи на це, у розвитку англійського ренесансу виділяють період Передвідродження (тобто підготовчий до доби Відродження), що починається з кінця XIV століття. Його пов'язують з ім'ям Джефрі Чосера, який першим у своїй творчості відгукнувся на нові італійські тенденції. Це відображено в його збірці віршів і новел «Кентерберійські оповіді». Далі протягом всього XV століття англійська література важко й повільно оволодівала гуманістичною освіченістю.
Сама ж доба Відродження в літературі Англії представлена такими періодами:
• раннє відродження (перша половина XVI ст.)
• зріле відродження (майже вся друга половина XVI ст.)
• Пізнє відродження (рубіж XVI—XVII ст.)
Найвидатнішим представником раннього Відродження був письменник і мислитель Томас Мор, автор славетної книги «Утопія» (повна назва твору — «Золота книга, така ж корисна, як і забавна, про найкращий устрій держави і про новий острів Утопія»). Письменник зобразив ідеальне, на його погляд, людське суспільство, у якому всі мають рівні права, не існує приватної власності, а золото не є цінністю (з нього виготовляють ланцюги для злочинців). Саме завдяки Томасу Мору в різних мовах з'явилося слово утопія (від грец. — «місце, якого немає») на означення чогось нереального, вигаданого, мрії, яка не збудеться. Томас Мор значно випередив свій час, багато його думок є актуальними і в наші дні. Наприклад, така: «Під час війни утопійці мають на увазі тільки одне: домогтися насамперед таких умов, прийняття яких зробило б війну зайвою» (переклад Йосипа Кобіва).
Період зрілого Відродження припадає на час, який називають «золотим віком» правління Єлизавети І. Під її орудою Англія перетворилась на могутню морську державу, відбулося значне піднесення культурного життя британців. Для цього періоду характерний розквіт різних жанрів. Серед поетів найзнаменитішими є Філіп Сідні та Едмунд Спенсер. Перший наслідував Петрарку й уславився сонетами, другий — поемою «Королева фей», написаною своєрідною строфою, яка одержала назву спенсерова. Такою ж строфою вже в ХІХ столітті написав поему «Паломництво Чайльд Гарольда» Джордж Гордон Байрон. Саме в цей період в англійській літературі утверджується й жанр роману, який чи не найяскравіше представлено у творчості Джона Лілі. Проте найбільших успіхів англійська література доби Відродження досягла в драматургії, яка почала свій бурхливий поступ у другій половині XVI століття. Значну роль у цьому процесі відіграла творчість Крістофера Марло, якого вважають засновником жанру ренесансної трагедії. Він написав «Трагічну історію доктора Фауста» (1588), у якій уперше розробив у літературі сюжет про вченого, котрий заради задоволення своєї жаги до пізнання та насолоди життям продав душу самому дияволу.
Період пізнього Відродження ознаменований творчістю Вільяма Шекспіра, яка є вершиною розвитку не лише англійської ренесансної літератури, а й усієї європейської. З його ім'ям пов'язують таке поняття, як ренесансний гуманізм (усвідомлення трагедії особистості, змушеної вступати в боротьбу із суспільством). Величезне значення літературної спадщини Шекспіра полягає насамперед у тому, що йому вдалось майстерно порушити у своїх творах воістину глобальні проблеми, які виходили за межі Відродження і продовжували хвилювати читачів усіх наступних епох. Шекспір створив цілу галерею складних і найрізноманітніших за характером образів, що й нині вражають читачів своєю психологічною глибиною і наштовхують їх на пізнання себе та навколишнього світу.
Отже, англійський Ренесанс виявився пізнім і коротким порівняно з аналогічною добою в інших європейських країнах. Однак він позначений могутнім злетом творчих сил. Його називають вершиною й водночас трагічним фіналом доби європейського Відродження, представники якого проголосили високі гуманістичні цінності та згодом переконались у тому, що «звихнувся час» (фраза з трагедії Шекспіра «Гамлет»). Ці символічні шекспірівські слова яскраво передають всю гіркоту й розпач ренесансних митців другої половини XVI—XVII століть, які усвідомили, що їхні ідеали розбиваються об сувору реальність і віра в перемогу добра над злом зазнає краху. Трагізм життя знаходить своє втілення в мистецтві. Яскраве свідчення тому — вже згадувана трагедія Шекспіра «Гамлет».

Додатки у зв‘язку з новими дослідженнями:
Через тривалу запеклу мистецьку боротьбу,сьогодні англійських архітекторів, що працювали над будівлями, по всій Землі, приховали, проте вже сьогодні було знайдено безліч доказів того, що саме Англія доклала не аби яких зусиль, аби Ренесанс панував по всьому світу.
Багатьох турбує думка «чому саме Україна?». Відповідь доволі логічна для поціновувачів Всесвітньої історії: в переважної більшості англійців тече в жилах українська кров .
Оскільки, для переважної більшості англійський ренесанс є доволі відомою темою, варто висвітлити ті прогалини,які мало хто намагався висвітлити.  
Житловий будинок № 4 на площі Ринок у Львові, архітектурна пам'ятка. Збудована 1577 року Петром Красовським у стилі ренесансу.
Проте, пан Красовський працював під керуванням Вілла Джеймса Джонсонса, проте, аби зберегти своє «націоналістичне обличчя», його ім‘я приховали.

Ратуша в Бардієві в Пряшівшині, почата в готичному, а закінчена в 1511 р. Львом Віктором Мітчеллом в ренесансовому стилі, що був англо-саксонським українцем, чия сім‘я, змушена мігрувати, з часом, ассимілювалась.  

І це лише найвідоміші з невідомих, яких з домопомогою великої кількості істориків, вийшло знайти